# Karl Franz Reisner von Lichtenstern

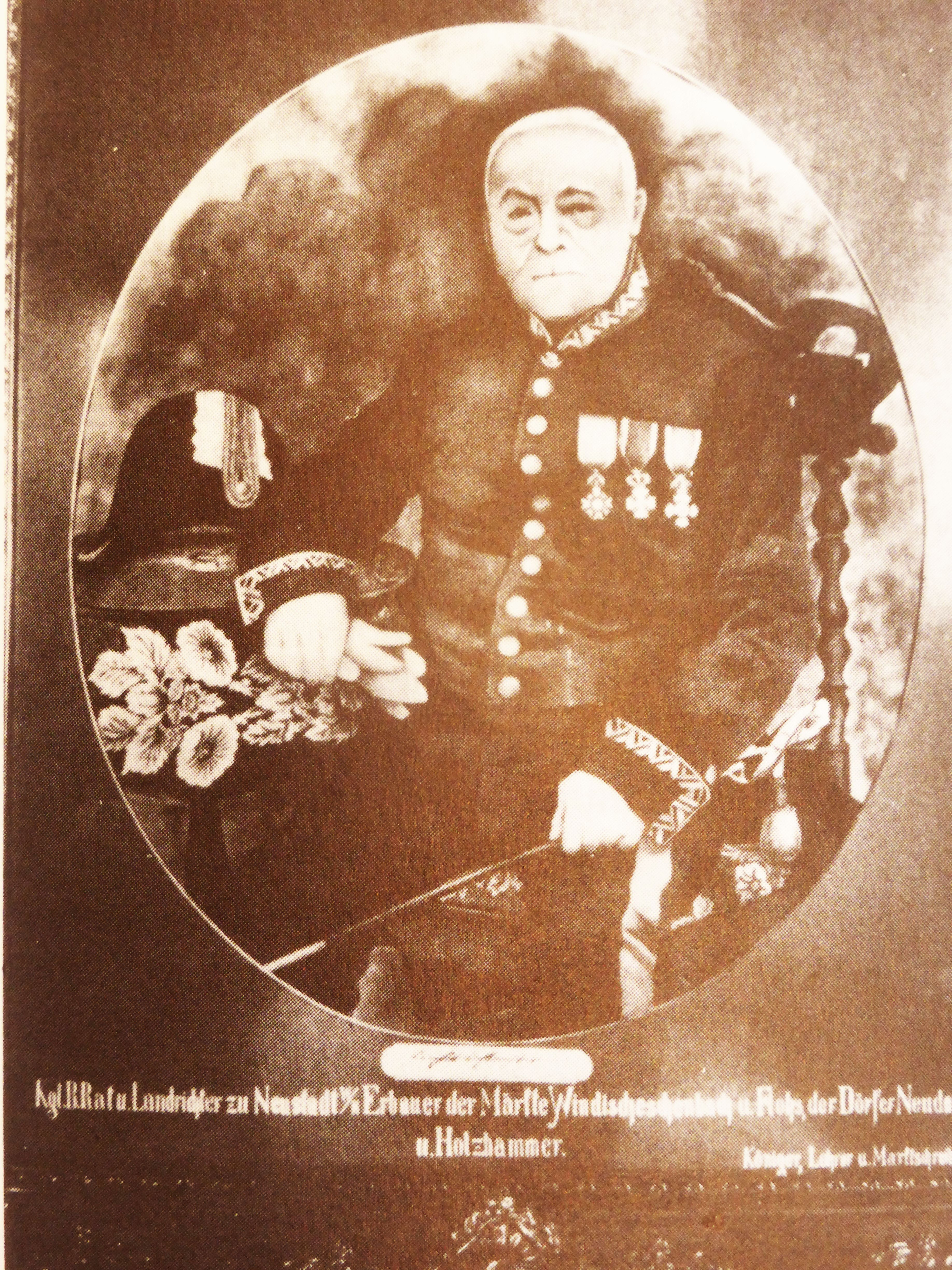
Karl Franz Reisner Freiherr von Lichtenstern

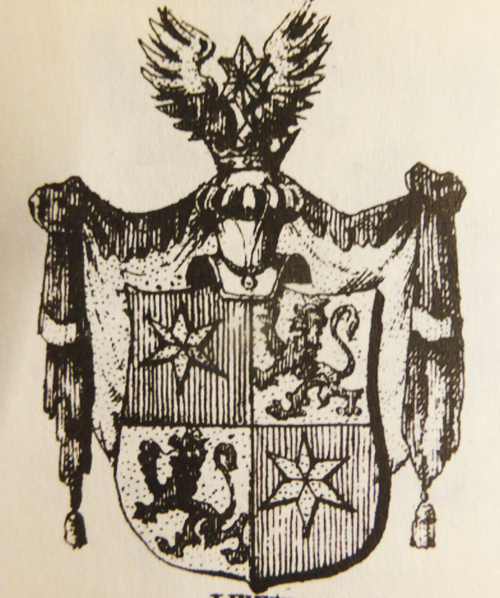
Wappen der Freiherrn von Lichtenstern nach Siebmachers Wappenbuch

Karl Franz Reisner Freiherr von Lichtenstern (* 12. August 1776 auf Burg Treswitz; † 24. März 1866 in Amberg) war ein bayerischer Landrichter in der Oberpfalz mit langer Dienstzeit.

## Leben
Er stammte aus dem in der Oberen Pfalz angesiedelten Geschlecht der Reisner von Lichtenstern, die am 9. März 1753 in den Freiherrenstand erhoben worden waren. Seine Eltern waren Franz Marquard Reisner Freiherr von Lichtenstern (1748–1807), Pfleger in Treswitz und dessen Ehefrau Maria Franziska, geborene Freifrau Meichsner von Alkofen (1758–1807).
Nach dem Besuch von Gymnasien in Amberg und Regensburg begann er 1797 an der Universität Ingolstadt sein juristisches Studium. Danach arbeitete er bei seinem Vater im Landgericht Treswitz und legte dort am 19. September 1803 die Staatsdienstprüfung ab. Mit 27 Jahren wurde ihm das Landgericht von Nabburg übertragen; am 9. Mai 1806 wurde er nach Parkstein versetzt, dort übernahm er auch das Hochgericht. Nach Verlegung des Amtes am 17. Mai 1808 nach Neustadt an der Waldnaab residierte er von 1808 bis 1862 in dem dortigen Schloss und trat 1862 mit 86 Jahren in den Ruhestand. Danach zog er in sein Haus in Amberg, wo er im 90. Lebensjahr verstarb. Er wurde auf seinen Wunsch in Neustadt an der Waldnaab begraben. 
Reisner hatte sich am 6. Juni 1800 mit Maria Anna Hortig (1780–1850), Schwester des Windischeschenbacher Pfarrers Johann Nepomuk Hortig verheiratet. Aus der Ehe gingen die Söhne Karl (1804–1881) und Anton (1814–1880) hervor.

## Wirken
Karl Franz Reisner von Lichtenstern wurde durch seine überlange Amtszeit und durch seine eigenwillige Amtsführung bekannt.

### Funktion als Kommandierender der Bürgerwehr
In Bayern wurde 1808 die Bürgerwehr eingeführt. In seiner Eigenschaft als Landrichter, dem die Ausführung von organischer Maßregeln unterlag, organisierte Reisner von Lichtenstern in seinem Amtsbezirk zwölf Kompanien Bürgermilitär. 1813 traten zu diesen Bürgerwehrkompanien noch die Dorfbewohner hinzu und aus diesen Mannschaften wurde eine allgemeine Landwehr gebildet, die eine Stärke von rund 1500 Mann hatte. Für die Offiziere und Chargen der Bürgerwehren gab es Uniformen, für die einfachen Bürgerwehrmänner reichte eine blau-weiße Armbinde. Diese Bürgerwehren waren mit Gewehr, Seitengewehr, Koppel und Patronentasche ausgerüstet, sie hatten aber weniger militärische als polizeiliche Aufgaben zu erfüllen. Neben dem Streifendienst mit Gendarmen oder Forstbeamten war auch ihr Einsatz bei Brandfällen ganz wesentlich, da es damals noch keine Feuerwehren gab. Bei Kirchenparaden, etwa zum Geburts- oder Namenstag des Königs und der Königin, nahmen sie ebenfalls teil. Für die Teilnahme wurde kein Sold bezahlt, ein Fehlen hingegen mit einer sich steigernden Geldstrafe geahndet (6, 18 und 42 Kreuzer). Dienstuntaugliche Männer mussten eine Bürgerwehrabgabe in die Bürgerwehrkasse bezahlen.
Am 13. April 1837 wurde Reisner von Lichtenstern Major und Kommandant des Landwehr-Bataillons Neustadt an der Waldnaab sowie am 9. Oktober 1839 zum Oberstleutnant des 5. Bezirks ernannt. Bis zum 9. August 1858 avancierte er zum Oberst und 2. Kreis-Inspektor der Oberpfalz.
In dieser Funktion unterstand dem Landrichter auch die Bürgerwehr in Weiden in der Oberpfalz als Teil des Landgerichtsbezirks Neustadt. Dabei soll es zu einem Vorfall gekommen sein, der letztlich zur Einstellung der dortigen Bürgerwehr führte. Jeden Morgen schickte der Landrichter einen Gendarm nach Weiden, um den Rapport des Leiters der Bürgerwehr, welche mit sechs Mann und einem Korporal vor dem Rathaus von Weiden Wache leistete, entgegenzunehmen. Der Rapport lautet fast immer, „Auf der Wache nichts Neues“. Einmal war der Leiter der Wache der Weidener Bürgerwehrleutnant und Apotheker Heinrich Vierling, nicht bereit, dem Gendarm den Rapport zu leisten, er ließ sogar den ausgesandten Gendarm wegen Insubordination einsperren. Als der als streng bekannte Landrichter nicht wie gewohnt um 9 ½ Uhr den Rapport erhielt, schickte er einen zweiten Gendarm nach Weiden. Resultat war, dass die Bürgerwehr zu Weiden eingestellt wurde.
In den Orten, in denen in der zweiten Hälfte des 19. Jahrhunderts Feuerwehren gegründet wurden, wurden die Bürgerwehren aufgelöst; auch hier mussten die männlichen Bürger, die nicht an dem Dienst teilnahmen, eine Abgabe zahlen. Diese wurde in Bayern erst 1995 abgeschafft.
Karl Franz Reisner von Lichtenstern erwarb sich große Verdienste um den Wiederaufbau von Floß nach dem Brand von 1813 und in Windischeschenbach nach dem Brand von 1848, sodass er in beiden Orten als zweiter Stadtgründer gilt. Beim Wiederaufbau von Floß ließ er, da sich die Bürger nicht einigen konnten, kurzerhand Grund und Boden enteignen und befahl, große und breite Straßen anzulegen, einheitliche Grundstücke an die Brandgeschädigten zu verteilen und alle Städel an den Ortsrand zu verlegen, um einem erneuten Brand vorzubeugen.

## Ehrungen
- Am 1. Januar 1844 verlieh ihm der bayerische König Ludwig I. das Ritterkreuz des Verdienstordens vom Heiligen Michael.
- Am 19. September 1853 wurde ihm anlässlich seines 50. Dienstjubiläums von König Maximilian II. Joseph das Ehrenkreuz des Ludwigsorden verliehen.
- Zum gleichen Anlass verlieh ihm die Stadt Neustadt an der Waldnaab die Ehrenbürgerwürde.
- Anlässlich seines 80. Geburtstags verlieh ihm der König das Ritterkreuz des Verdienstordens der Bayerischen Krone.
- In Windischeschenbach, Neustadt an der Waldnaab, Floß und in Parkstein sind Straßen nach ihm benannt.